# 07 Вестур
«07 Вестур» (фар. 07 Vestur) — фарерский футбольный клуб, представляющий города Сандавоавур и Сёрвоавур (остров Воар). Домашние матчи проводит на стадионе «Сандавоавур», вмещающем 2000 зрителей.
Был основан в 1993 году под названием «Вагар», в 2007 году был возрождён по названием «07 Вестур».

## История
Клуб «07 Вестур» был основан 18 декабря 1993 года, путём слияния клубов острова Воар «Мивоавур» и «Сандавоавур», первоначально под названием «Вагар». В 1998 году с клубом слился «Сёрвоавур», в результате единая команда острова смогла подняться в высший фарерский дивизион.
В 2003 году «Вагар» вылетел из высшего дивизиона и больше не выходил из Премьер-лиги; в результате неудачных выступлений команды, осенью 2004 году клуб распался. 8 ноября 2004 года был создан клуб «Вагар 2004», а осенью 2007 года произошло слияние с «Сёрвоавур»; в результате этого слияния клуб принял современное название «07 Вестур». Новое название отсылало к году основания клуба и географическому расположению острова Воар (примерно 7 градусов западной долготы).
В 2009 году клуб победил в Первом дивизионе и завоевал право играть в чемпионате Фарерских островов. По итогам первого сезона в высшей лиге, клуб вылетел из высшего дивизиона и в 2011 году снова завоевал право играть в Премьер-лиге. В сезоне 2011 занял 9-е место в чемпионате и вылетел в Первый дивизион.

## Достижения
- Победитель Первого дивизиона (3): 2008, 2010, 2012